# Evangelische Stadtkirche (Wiesloch)

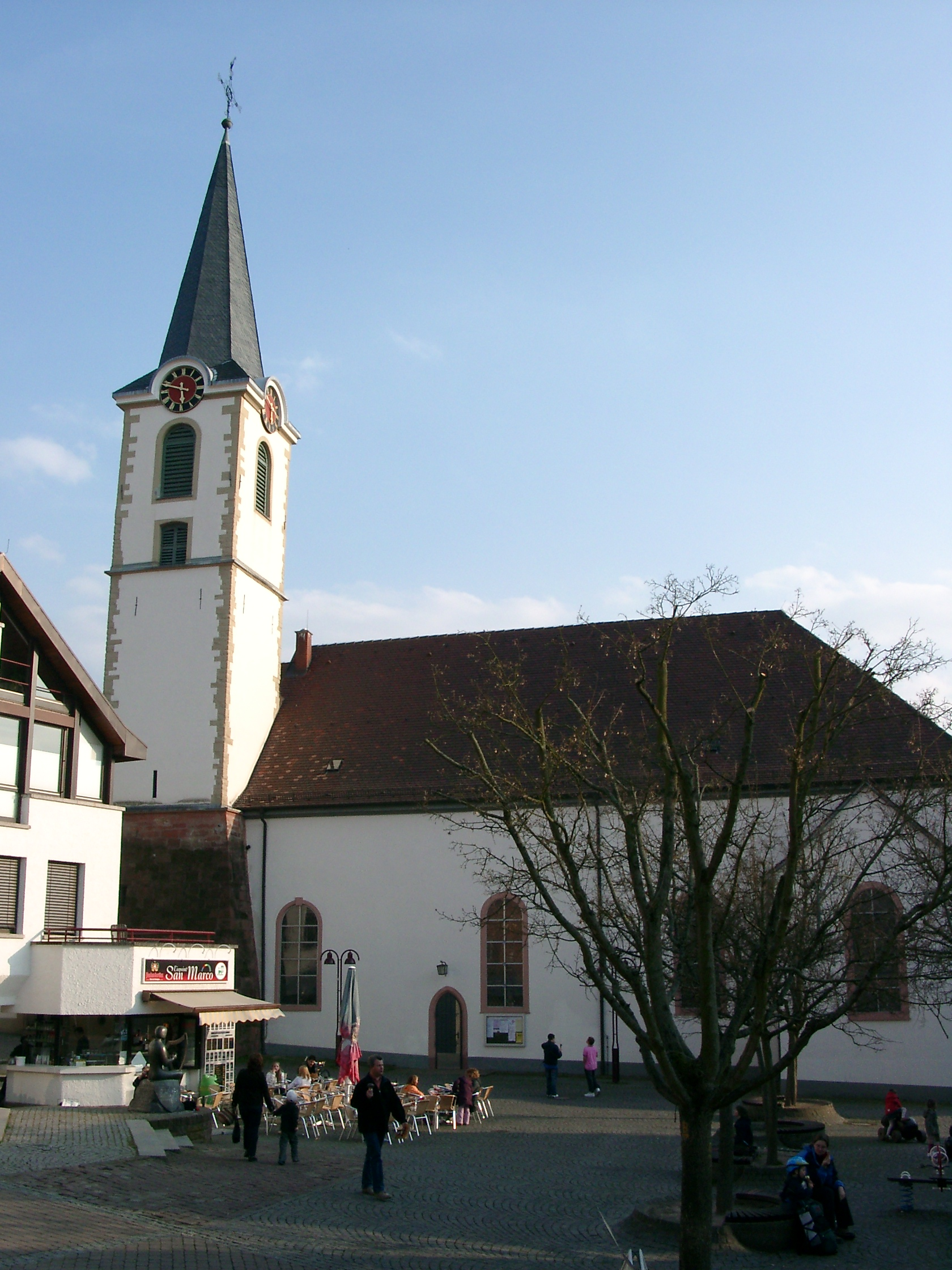
Evangelische Stadtkirche in Wiesloch

Die Evangelische Stadtkirche ist die Kirche der Petrusgemeinde in Wiesloch im Rhein-Neckar-Kreis im Nordwesten Baden-Württembergs. Die Kirche steht auf Fundamenten aus dem 11. Jahrhundert. Die ältesten Bauteile sind der Turmsockel und der gotische Chor. Das Langhaus wurde im Lauf der Zeit mehrfach erweitert und im Inneren vielfach umgestaltet. Ihr heutiges schlichtes Inneres hat die Kirche seit der letzten umfassenden Sanierung 2001.

## Geschichte

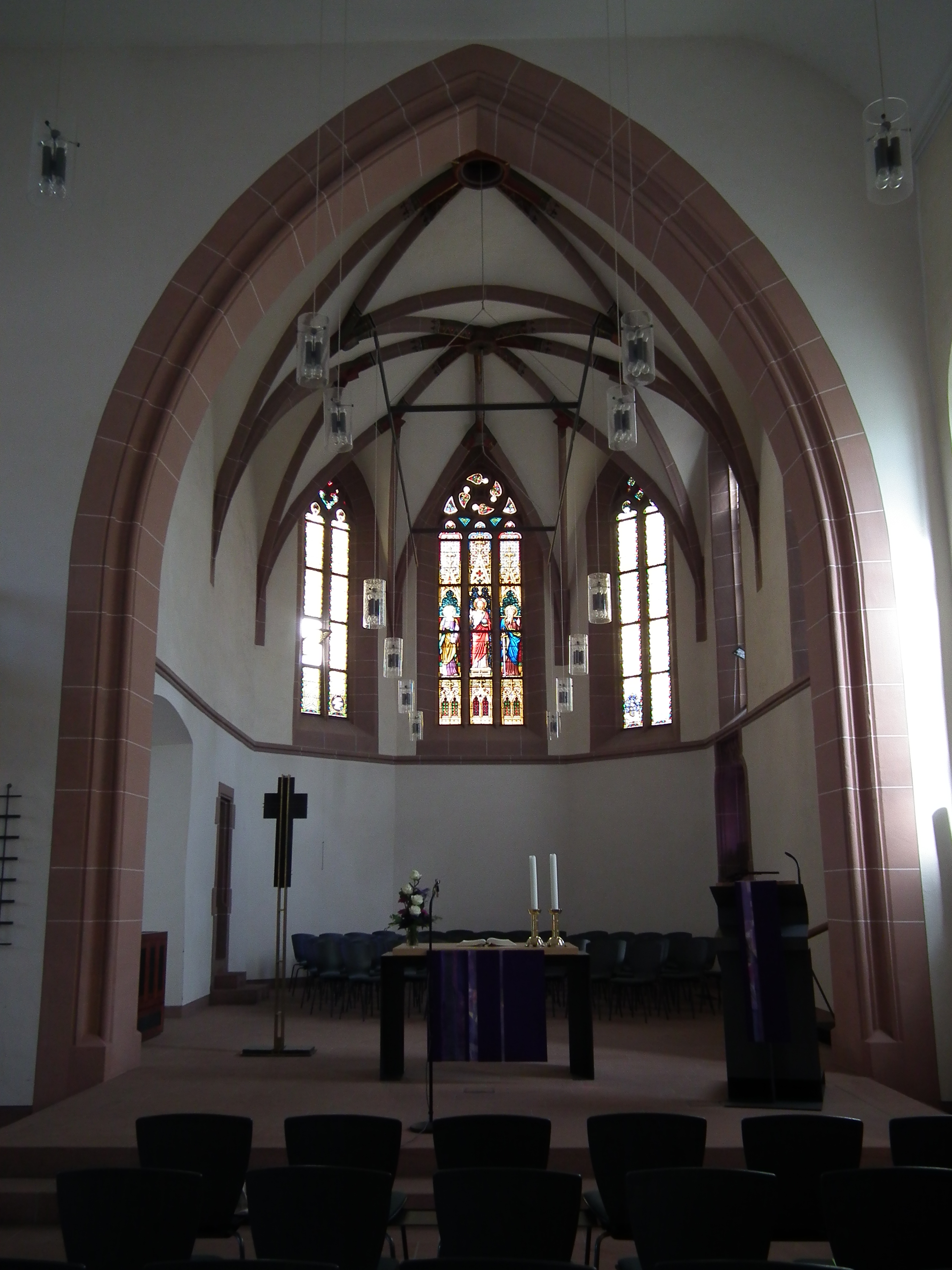
Der Chor wurde vor 1428 errichtet

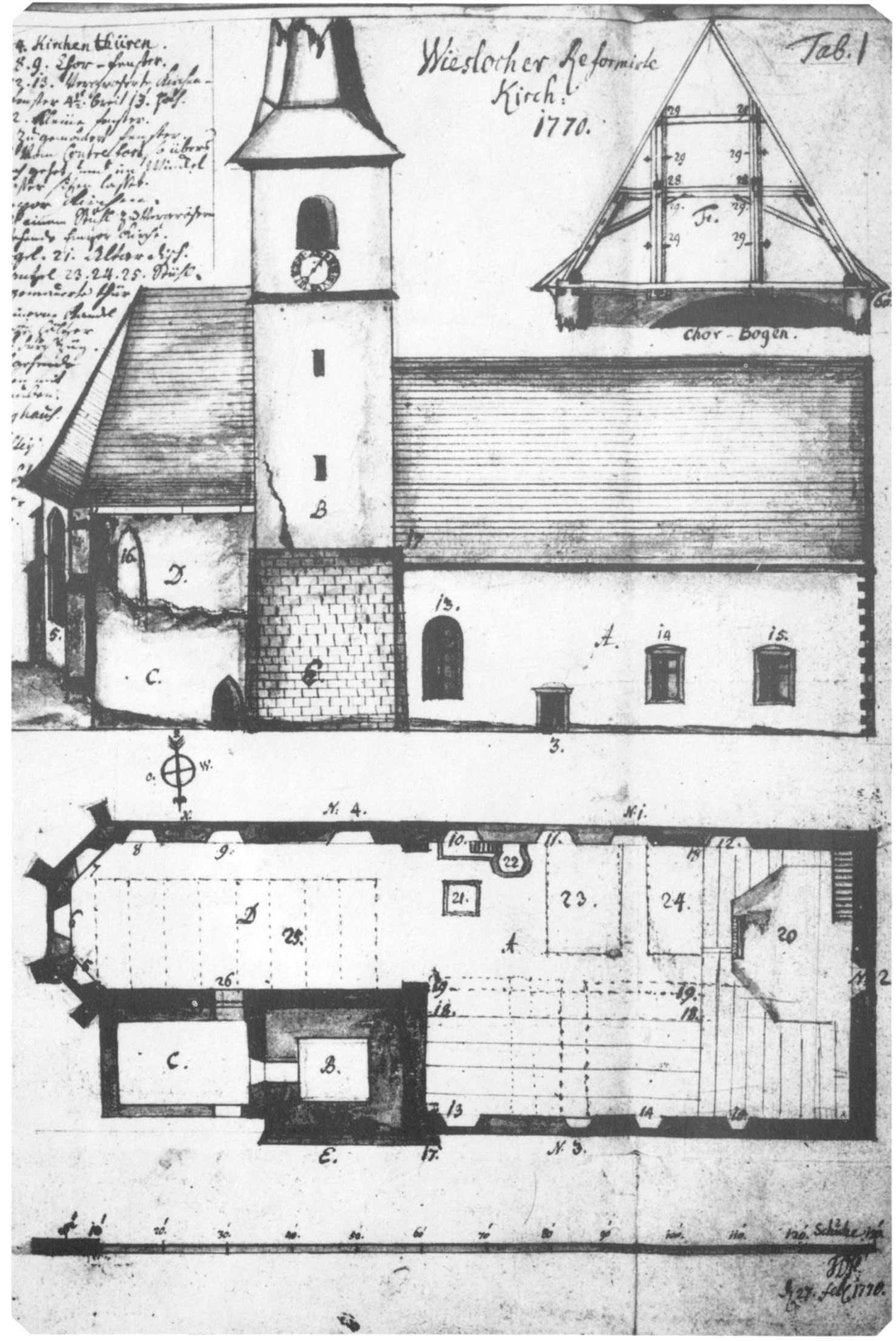
Plan von 1770. Deutlich sind die zerstörte Sakristei (links) und der beschädigte Turmhelm zu erkennen. Das Langhaus hat noch nicht seine heutige Größe erreicht.

Die Ursprünge der Wieslocher Stadtkirche liegen im Dunkel der Geschichte. Die ältere Forschung ging lange Zeit davon aus, dass sich am Platz der Kirche bereits um 700 eine erste Ortskirche befunden hätte. Die jüngere Forschung glaubt jedoch, dass der heutige Ortskern erst mit der Intensivierung des Bergbaus im 10. Jahrhundert um die Burg Wiesloch entstanden ist, da es im Bereich der Stadtmitte keine archäologischen Funde vor dieser Zeit gibt. Die erste urkundliche Erwähnung datiert auf die Zeit um 1071, als Bischof Gundekar II. von Eichstätt eine Kirche in Wizzenloch weihte. Bei dieser Kirche handelte es sich wohl um eine dreischiffige romanische Pfeilerbasilika, deren Fundamente unter der heutigen Kirche aufgefunden wurden. Im Jahr 1077 ließ König Heinrich IV. über 100 seiner Gegner, die ihm im Kampf gegen Rudolf von Rheinfelden Widerstand geleistet hatten, in die Kirche von Wizinloch einsperren und die Kirche anzünden. Die Kirche wurde einschiffig wiederaufgebaut und erfuhr im Laufe der Jahrhunderte mehrfach bauliche Veränderungen.
Der gotische Chor und eine erste Erweiterung des Langhauses entstanden vermutlich bereits vor 1428, da in jenem Jahr Schwarz-Reinhard von Sickingen einen Georgs- und Sebastians-Altar mit entsprechenden Pfründen stiftete.
Kurfürst Ottheinrich führte 1556 in der Kurpfalz die Reformation ein. Anschließend machte Wiesloch alle Konfessionswechsel in der Pfalz mit, meist zwischen Lutheranern und Reformierten. Im Dreißigjährigen Krieg und vor allem im Pfälzischen Erbfolgekrieg 1689 wurde die Kirche in Wiesloch schwer beschädigt und bis 1704 im Wesentlichen wieder repariert. Die Sakristei im Winkel von Chor und Turm blieb noch länger eine Ruine, sie wurde erst 1910 wieder errichtet.
Im Zuge der pfälzischen Kirchenteilung von 1705 wurde die Kirche den Reformierten zugesprochen. Die Katholiken beanspruchten zunächst noch den Chor, wurden dann aber ganz der Kirche verwiesen. Die katholische Gemeinde erbaute sich 1725 eine Kirche an der Stelle des zerstörten Wieslocher Schlosses und nutzte ab 1803 dann die um 1750 von Augustiner-Eremiten errichtete St.-Laurentius-Kirche. Auch die kleine Gemeinde der Lutheraner errichtete 1747 eine eigene Kirche. 1821 schlossen sich die Reformierten und die Lutheraner in der „Vereinigten Evangelisch-protestantischen Kirche im Großherzogthum Baden“ zusammen. Die Kirche der Lutheraner wurde nun aufgegeben, die Stadtkirche blieb die einzige evangelische Kirche der Stadt.
Das Langhaus wurde 1773/74 nach Westen erweitert. Bis 1780 war die Kirche von einem Friedhof umgeben, danach benutzte man den neuen Friedhof im Gewann Paradeis für Bestattungen.
In der Mitte und im späten 19. Jahrhundert fanden verschiedene Renovierungen statt. 1842 erhielt der Turm eine neue Turmuhr, 1846/47 folgte ein neues Glockengeschoss. 1886/87 hat man die Kirche renoviert, wobei eine Empore im Chor abgerissen wurde. 1906 wurde der gesamte Innenraum renoviert, dabei erhielt die Kirche eine farbenfrohe ornamentale Ausmalung. 1910 wurde die seit dem Pfälzischen Erbfolgekrieg nur noch als Ruine vorhandene Sakristei erneuert, 1928 folgte der Treppenaufgang zur Empore.
Den Zweiten Weltkrieg hat die Kirche ohne größere Zerstörungen überdauert. Zwar schlugen kurz vor Kriegsende Phosphorgranaten in das Kirchendach ein, lösten jedoch keinen Brand aus.
1956 wurde die Kirche außen umfassend renoviert. Bei der anschließenden Renovierung des Innenraums 1959 hat man die Ausmalung von 1906 wieder entfernt, einen neuen Fußboden verlegt, die Emporenbrüstung und die Kanzel erneuert. Das nun sehr schlichte und schmucklose Innere entsprach den damaligen Vorstellungen einer Predigtkirche. Im Chor wurde ein Ehrenmal für die Gefallenen und Vermissten der beiden Weltkriege aufgestellt.
Im Zuge der Neugestaltung des Kirchplatzes wurde die Kirche 1978 erneut innen und außen renoviert, wobei der Kirchturm eine neue Haube erhielt. 1980 zog mit dem Josefszyklus von David Bennet wieder künstlerischer Schmuck im Chor ein.
2001 hat man die Kirche erneut renoviert, wobei nun die Holzeinbauten der 1950er Jahre (Bänke, Kanzel, Emporenbrüstung) wieder entfernt wurden. Die Empore ist seitdem verglast, der Innenraum nur noch durch einzelne Stühle locker bestuhlt.

## Beschreibung

### Architektur

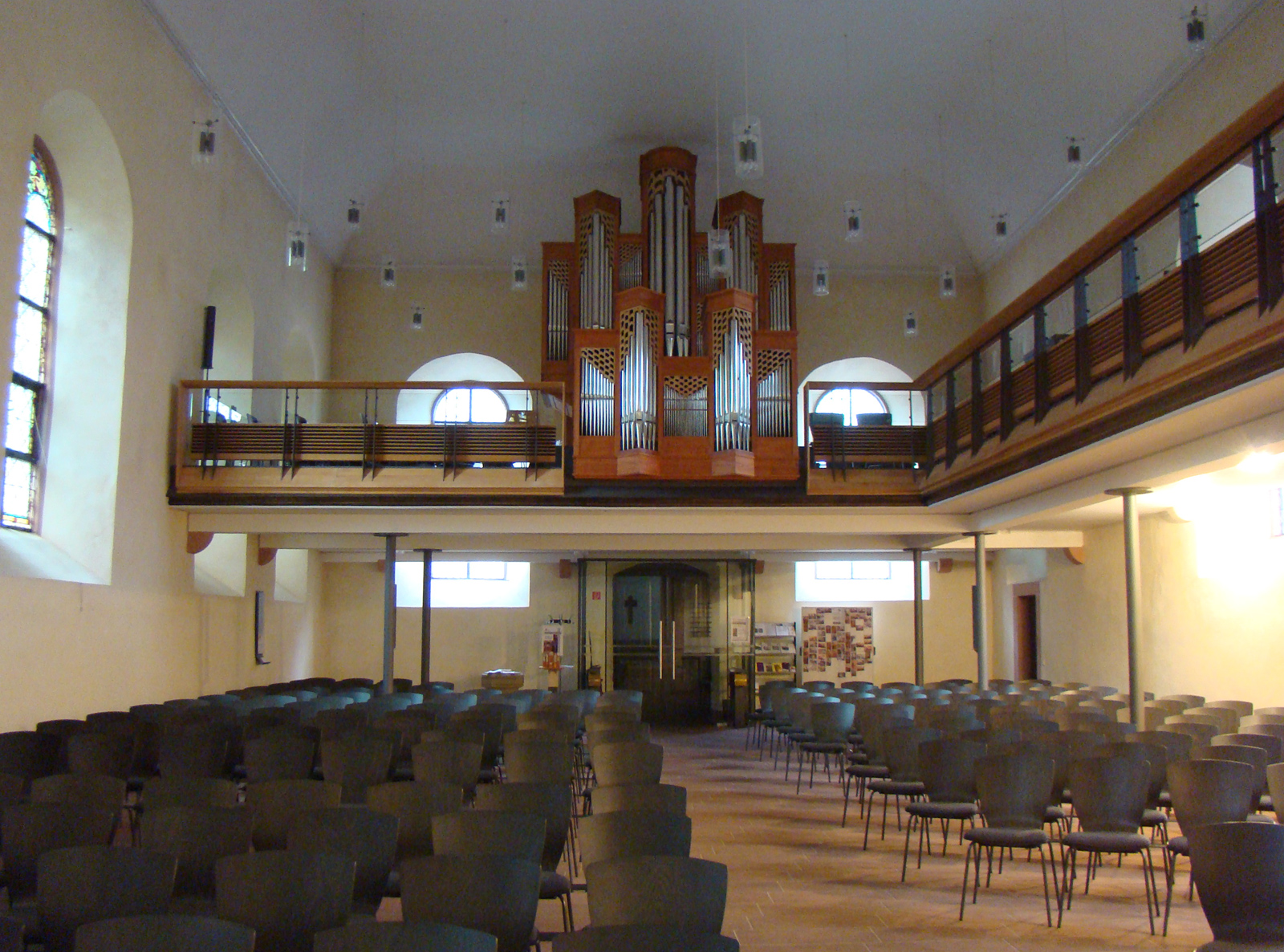
Langhaus

Die Stadtkirche steht zentral im historischen Ortskern von Wiesloch. Das geostete Bauwerk hat einen asymmetrischen Grundriss. Im Winkel zwischen Langhaus und Chor steht der Kirchturm. Die ältesten Teile des Baus sind der Turmsockel, der Chor und Teile der Südwand. Der gotische Chor, der mit Strebepfeilern verstärkt ist, stammt aus dem frühen 15. Jahrhundert. Im Tympanon des ebenfalls gotischen Spitzbogenportals an der Südseite prangt das Wappen der Herren von Sickingen.
Im Innenraum befindet sich eine an der West- und der Nordseite umlaufende Empore. Die Fenster stammen aus dem Jahr 1886. Das zentrale Fenster im Chor zeigt Jesus flankiert von Petrus und Paulus. In einem ovalen Fenster an der Südseite des Langhauses sind zur Erinnerung an die badische Kirchenunion 1821 die Reformatoren Martin Luther und Johannes Calvin dargestellt.

### Orgel

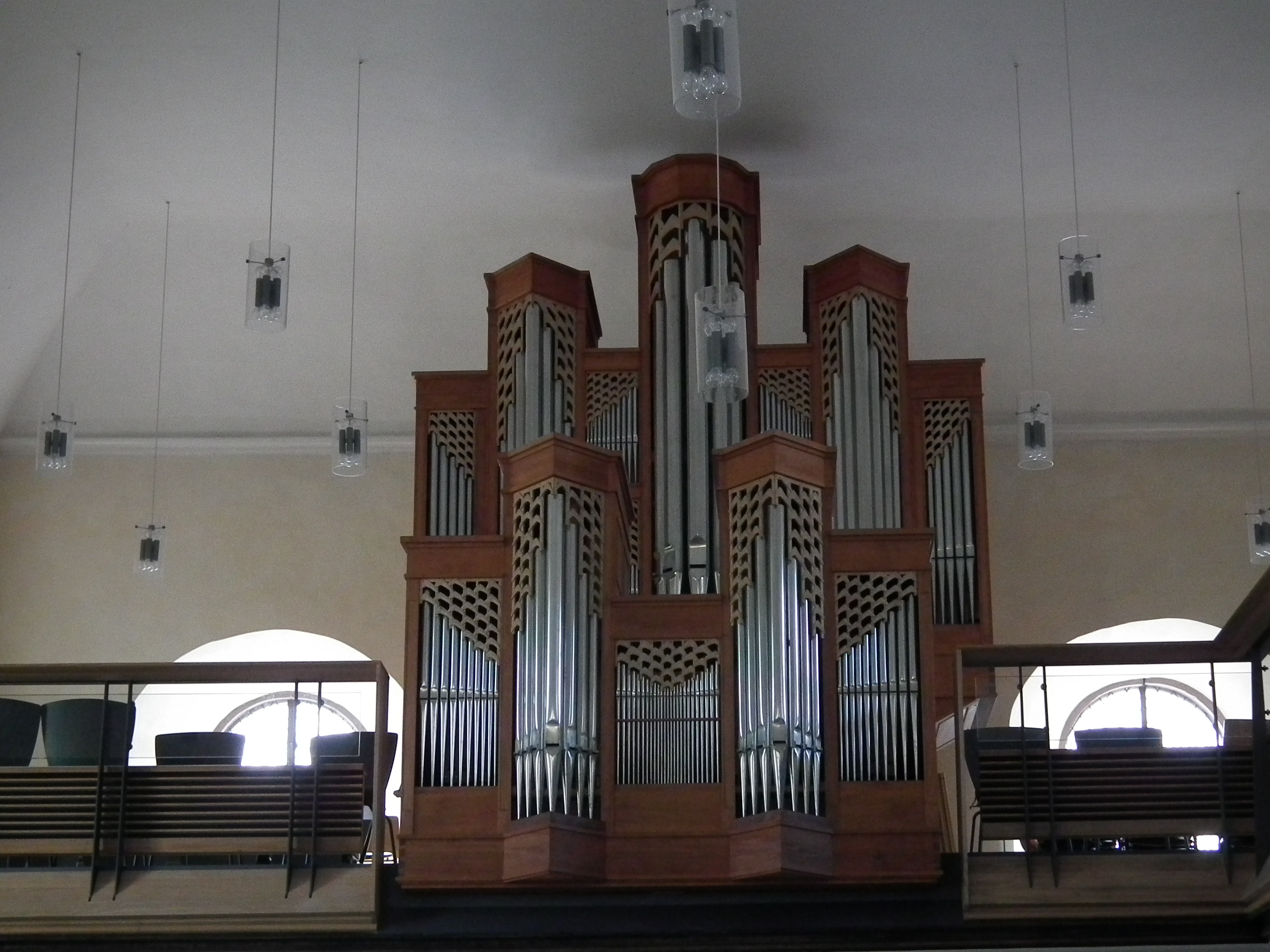
Orgel

Die Orgel wurde 1985 von Richard Rensch erbaut. Das Instrument hat 29 Register auf drei Manualen und Pedal. Rund 900 der 1.917 Pfeifen stammen aus der Vorgängerorgel von Mathias Burkhard aus dem Jahr 1885 und wurden in die neue Orgel integriert.
| I Rückpositiv C– |                  |       |
| 1.               | Liebl. Gedeckt   | 8′    |
| 2.               | Quintade         | 8′    |
| 3.               | Prästant         | 4′    |
| 4.               | Rohrflöte        | 4′    |
| 5.               | Sesquialter I-II | 2 ⁄3′ |
| 6.               | Octave           | 2′    |
| 7.               | Quinte           | 1 ⁄3′ |
| 8.               | Scharf III       | 1′    |
| 9.               | Cromorne         | 8′    |
|                  | Tremulant        |       |

| II Hauptwerk C– |            |       |
| 10.             | Bourdon    | 16′   |
| 11.             | Principal  | 8′    |
| 12.             | Flöte      | 8′    |
| 13.             | Salicional | 8′    |
| 14.             | Octave     | 4′    |
| 15.             | Hohlflöte  | 4′    |
| 16.             | Quinte     | 2 ⁄3′ |
| 17.             | Octave     | 2′    |
| 18.             | Mixtur IV  | 1 ⁄3′ |
| 19.             | Trompete   | 8′    |

| III Recit C– |            |    |
| 20.          | Bourdon    | 8′ |
| 21.          | Cornett IV | 4′ |
| 22.          | Vox Humana | 8′ |
|              | Tremulant  |    |

| Pedal C– |            |     |
| 23.      | Subbaß     | 16′ |
| 24.      | Octavbaß   | 8′  |
| 25.      | Gedecktbaß | 8′  |
| 26.      | Tibia      | 4′  |
| 27.      | Flöte      | 2′  |
| 28.      | Posaune    | 16′ |
| 29.      | Trompete   | 8′  |

- Koppeln: I/II, III/II, I/P, II/P

### Glocken
Das ursprüngliche Geläut der Kirche ging im Pfälzischen Erbfolgekrieg unter, als die Kirche niedergebrannt wurde. Während des Ersten Weltkriegs wurden drei Bronzeglocken, wovon die älteste aus dem Jahr 1699 stammte, eingezogen. Sie wurden 1920 durch drei beim Bochumer Verein gegossene Stahlglocken mit der Tonfolge dis'–fis'–a' (Tritonus-Motiv) ersetzt. Wegen Rost und der hohen Belastung, die die Stahlglocken auf den Turm ausübten, beschaffte die Gemeinde 2005 ein neues Geläut, das in der Glockengießerei Bachert in Karlsruhe gegossen wurde. Die vier Glocken aus Bronze erklingen im Salve-Regina-Motiv, auch Wachet-auf-Motiv nach dem gleichnamigen Choral genannt.
| Glocke | Name     | Inschrift                                                                | Durchmesser | Gewicht | Schlagton |
| ------ | -------- | ------------------------------------------------------------------------ | ----------- | ------- | --------- |
| 1      | Frieden  | Ehre sei Gott in der Höhe und Frieden auf Erden                          | 1400 mm     | 1600 kg | d'        |
| 2      | Johannes | Christus spricht: Ich bin der Weinstock, ihr seid die Reben              | 1100 mm     | 1050 kg | fis'      |
| 3      | Paulus   | Seid fröhlich in Hoffnung, geduldig in Trübsal, beharrlich im Gebet      | 0950 mm     | 0570 kg | a'        |
| 4      | Christus | Nichts kann uns scheiden von der Liebe Gottes, die in Christus Jesus ist | 0850 mm     | 0410 kg | h'        |